# Kolaps
Kolaps je nenadna in včasih tudi nepričakovana izguba posturalnega tonusa (postane šibek), ki ga včasih (kar pa ni nujno) spremlja tudi izguba zavesti.
Če pride tudi do izgube zavesti, se za stanje uporabi izraz sinkopa. Glavni vzroki so lahko srčni (na primer nepravilen srčni utrip, nizek krvni tlak), lahko je kriv epileptični napad ali pa je vzrok psihološki. Glavno orodje pri določanju vzroka je skrbna anamneza o dogodkih pred, med in po kolapsu, in sicer tako od pacienta, kakor tudi od morebitnih prič. Druge preiskave se lahko izvede za nadaljnjo potrditev diagnoze, vendar niso vedno uspešne oziroma ne dajo dovolj podatkov.